# Kiloo
Kiloo是一家丹麦的电子游戏开发公司，总部设在丹麦奥胡斯的中心。Kiloo由现任總裁雅各布·默勒（Jacob Møller）于2000年建立，并专注于为手機和手持裝置开发遊戲。2008年，雅各布·默勒的兄弟西蒙·默勒加入公司，共同營運Kiloo。
Kiloo最知名的游戏是与SYBO Games合作，于2012年春季开发的《地铁跑酷》（Subway Surfers）。2012年5月31日，遊戲在iOS平台被AppAdvice评为本週遊戲。在9月，该游戏称将推出Android版本，吸引更多的热心玩家。在Android版本推出一個月後，《地鐵跑酷》进入Facebook應用程序中，每月活躍用户成長速度排行的前20名。直至2014年7月，《地鐵跑酷》在各平台上累積超過5億次下載。

## 历史
Kiloo成立于2000年，最初是一个在小公寓里的两人公司。在2002年，合伙企业解散，Kiloo转变为一家私人公司。同年，Kiloo的遊戲《POPSTAR》自500家公司中脫穎而出，在諾基亞手機挑戰賽（Nokia Mobile Challenge）的遊戲類別中擊敗所有對手。
之後，Kiloo和THQ Wireless共同開發手機遊戲《百战天虫系列》。Kiloo也與ITE合作開發及銷售手機遊戲《雨果》（Hugo: Black Diamond Fever）。到2004年，《雨果》已有1百萬多人購買。
2006年至2009年间，Kiloo擁有樂高在手機的全球專有權。2007年，Kiloo擠進Børsen“Fast Track 100”，成為丹麥成長最快的私人公司。同年，Kiloo獲得Whac-a-Mole於手機的全球開發與銷售專利。
2008年，Kiloo自Danish VC FirmaInvest募集資金，以利未來成長。
2009年，Kiloo獲得Wham-O在手機完整的專利（HackySack, SuperBall, Frisbee及 Hula Hoop），迄今已推出《永远的飞盘》和《永远的飞盘2》。
2011年，Kiloo推出两款游戏（《永远的飞盘》和《Bullet Time HD》）和众多的应用程序。 
在2012年，Kiloo推出了两个大獲成功的游戏，《Subway Surfers》和《永远的飞盘2》。
2014年10月，Kiloo推出Smash Champs。
2015年3月，Kiloo推出Stormblades，這是一個與加拿大公司Emerald City Games合作開發的遊戲。
2023年6月，KILOO已裁员并将关门。

## KILOO集團
2013年，KILOO集團成立，整合旗下的三家子公司Manatee、Baboon和GivingTales。

### Manatee
這家公司在2012年成立，聚焦於應用程式的開發。客戶群包括丹麥麥當勞。Manatee和DDB Copenhagen合作開發麥當勞的應用程式–Coinoffers，並且在2013年CCA（Creative Circle Award，創意圈廣告獎）outdoor類別獲得銅獎。

### Baboon
Baboon ApS在2014年成立，專營網路購物入口。2014年7月，Baboon推出時尚入口網站Katoni，特色是更無障礙的時尚購物。

### GivingTales
GivingTales是Kiloo和evershift在2012年開始的合作計畫，開發安徒生童話的互動與娛樂軟體。這些童話皆以世界級的演員和名人做旁白，並捐出30%的收益給聯合國兒童基金會，希望促進教育與幫助全世界的孩童。這個軟體在布達佩斯開發，並於2015年7月在App Store、Google Play商店和Windows Phone 8商店發行。軟體中包括以下故事與配音：
- 豌豆公主，羅傑·摩爾。
- 醜小鴨，史蒂芬·弗萊。
- 賣火柴的小女孩，伊旺·麥奎格。
- 國王的新衣，瓊·考琳絲。
- 冰雪女王，喬安娜·拉姆利。
- 小克勞斯和大克勞斯，米高·肯恩。
- 小美人魚，戴维·沃廉姆斯。

## 游戏
Kiloo開發了一些經過其他品牌或公司授權的遊戲，如：
- Maya the Bee and Friends – 2006年發行的手機遊戲，題材為電影《瑪雅歷險記》。
- Hugo: Black Diamond Fever – 2006年發行的手機遊戲，題材為《雨果》。
- 開心樹朋友（Happy Tree Friends）[17]
- Whac-a-mole（iPhone）
- Commodore 64（iPhone）
- 地鐵跑酷（iPhone、Android和Windows Phone）
- Smash Champs（iPhone和Android）

2010年，Kiloo推出了一个新的游戏《Zoonies》，可用于任天堂DSi和3DS。遊戲由New Danish Screen赞助。Kiloo在2011年推出永远的飞盘 和BulletTime HD。在2012年与Sybo Games合作開發與推出了跑酷游戏Subway Surfers，並推出了永远的飞盘2的續集。

## 媒体
2008年起，Kiloo开始手機应用程序與游戏的开发，包括：
- Issuu Mobile [24] –一个杂志阅读器（iPhone）
- JokeToons –动画（iPhone）
- Wham-O公司授权的游戏[25]